# Zbigniew Fabiński
Zbigniew Fabiński (* 17. März 1965) ist ein ehemaliger polnischer Fußballspieler.

## Karriere
Fabiński begann seine Profikarriere bei Polonia Warschau, wo er bis 1987 spielte. In den Jahren 1988 und 1989 spielte er bei Gwardia Warschau und kehrte anschließend zu Polonia zurück. Im Sommer 1990 wechselte er zu Rot-Weiß Erfurt in die NOFV-Oberliga. Sein Debüt gab er am 4. Spieltag der Saison 1990/91 bei der 1:4-Niederlage gegen den FC Victoria 91 Frankfurt/O. Insgesamt absolvierte Fabiński in der Saison 1990/91 16 Spiele in der Oberliga und erzielte dabei drei Tore. Erfurt erreichte Rang drei in der Abschlusstabelle und qualifizierte sich damit für die 2. Fußball-Bundesliga 1991/92. Fabiński beendete seine Fußballkarriere im Sommer 1992 nach zwei Einsätzen in der 2. Bundesliga.
Nach seinem Karriereende arbeitete er unter anderem als Trainer in der Akademie des VfL Bochum. Sein Sohn Robin Fabinski ist ebenfalls beim FC Rot-Weiß Erfurt aktiv.